# Sokhna Lacoste
Pour les articles homonymes, voir Lacoste.
Sokhna Lacoste (née Ndeye Sokhna Diop le 25 août 2000 à Kaolack au Sénégal) est une athlète française, spécialiste du 400 mètres, licenciée au Grand Angoulême Athlétisme.

## Biographie
Après un premier titre chez les cadettes, elle devient championne de France junior en 2019 en 53s 17 en prenant le record des championnats de France junior à Floria Gueï. Elle se classe ensuite 6e des championnats d'Europe juniors 2019.
En décembre 2019, elle manque le record de France junior du 400 en salle pour 6 centièmes, mais s'offre quelques mois plus tard le titre de championne de France du 400 mètres lors des championnats de France 2020 à Albi.
En 2021, Sokhna Lacoste passe un cap en abaissant ses records en 51’’72 sur 400 m à La Chaud de Fonds et 23’’15 sur 200 m à La Roche sur Yon, quelques semaines après avoir été titulaire avec le relais 4 fois 400 m français lors des Jeux Olympiques de Tokyo. Cette année-là, Sokhna Lacoste se classe également 4e des championnats d’Europe espoirs sur 400 m, et s’offre le titre de vice-championne d’Europe U23 sur 4 fois 400 m avec le record de France espoir du 4 fois 400 m à la clef.
En février 2022, elle bat le record de France U23 du 400 m en salle, au Meeting International de Metz, grâce à un chrono de 52’’79. Puis elle repasse sur 200m aux championnats de France élites en salle à Miramas pour s'offrir le titre, avec un chrono de 23''40.

## Parcours de vie
Sokhna Lacoste est née au Sénégal, mais a rejoint la Gambie avant ses un an. Elle y a grandi jusqu’à ses neuf ans, avant de rejoindre l’Espagne dans une ville proche de Barcelone. Elle y reste pendant quatre ans, apprend l’espagnol et le catalan, puis retourne au Sénégal pour un bref séjour d’un an. A 14 ans, Sokhna a l’opportunité de revenir en Europe, et plus précisément en France, à Angoulême. Elle obtient la naturalisation française en le 3 juillet 2019, juste après avoir obtenu son baccalauréat S mention très bien.

## Palmarès

### International
| Date | Compétition               | Épreuve  | Lieu    | Résultat             | Temps         |
| ---- | ------------------------- | -------- | ------- | -------------------- | ------------- |
| 2022 | Championnats du monde     | 4 x 400m | Eugene  | 5ème                 | 3 min 25 s 81 |
| 2021 | Jeux Olympiques           | 4 x 400m | Tokyo   | Demi-finalistes      | 3 min 25 s 07 |
| 2021 | Championnats d'Europe U23 | 400m     | Tallinn | 4e                   | 52 s 19       |
| 2021 | Championnats d'Europe U23 | 4 x 400m | Tallinn | 2e                   | 3 min 30 s 33 |
| 2021 | Relais mondiaux           | 4 x 400m | Chorzów | Qualifiées en finale | 3 min 30 s 46 |
| 2019 | Championnats d'Europe U20 | 400m     | Borås   | 6e                   | 53 s 52       |

## Records personnels
| Épreuve | Épreuve   | Temps   | Lieu             | Date              |
| ------- | --------- | ------- | ---------------- | ----------------- |
| 100 m   | Plein air | 11 s 71 | La-Roche-sur Yon | 03 septembre 2021 |
| 200 m   | Plein air | 23 s 15 | La-Roche-sur Yon | 03 septembre 2021 |
| 200 m   | En salle  | 23 s 40 | Miramas          | 27 février 2022   |
| 400 m   | Plein air | 51 s 62 | Marseille        | 15 juin 2022      |
| 400 m   | En salle  | 52 s 79 | Metz             | 12 février 2022   |

## Records de France
| Épreuve  | Performance   | Lieu    | Catégorie                             | Date            |
| -------- | ------------- | ------- | ------------------------------------- | --------------- |
| 400m     | 52 s 72       | Metz    | Record de France U23 indoor           | 12 février 2022 |
| 4 x 400m | 3 min 30 s 33 | Tallinn | Record de France U23                  | 11 juillet 2021 |
| 400m     | 53 s 17       | Angers  | Record des championnats de France U20 | 06 juillet 2019 |